# Thủy điện Nam Ngiep
Các Thủy điện Nam Ngiep là thủy điện xây dựng trên dòng Nam Ngiep ở các tỉnh bắc Trung Lào .
Năm 2018 có Nam Ngiep 1 và 2 đang hoạt động, và một số dự án đang được đề xuất.

## Thủy điện Nam Ngiep 1
Thủy điện Nam Ngiep 1 hay Thủy điện Nậm Ngiệp 1 xây dựng trên dòng Nam Ngiep tại muang Pakxan, tỉnh Bolikhamsai .
Thủy điện Nam Ngiep 1 có công suất lắp máy 290 MW. Chủ đầu tư là Nam Ngiep Power Company, Nhà thầu chính là Obayashi Corporation. Thủy điện khởi công tháng 10/2014, dự kiến hoàn thành tháng 1/2019 .

## Thủy điện Nam Ngiep 2
Thủy điện Nam Ngiep 2 xây dựng trên dòng Nam Ngiep tại Muang Khoun tỉnh Xiangkhouang, do Tập đoàn Tam Hiệp Trường Giang Trung Quốc đầu tư xây dựng .
Thủy điện Nam Ngiep 2 có công suất lắp máy 180 MW với 3 tổ máy, đã hoàn thành tháng 10/2015 .
Tuyến đập của thủy điện cách thị trấn Muang Khoun cỡ 11 km theo đường sông 19°15′28″B 103°19′04″Đ / 19,257802°B 103,317874°Đ.

## Chỉ dẫn
1. ↑  Trong tiếng Thái, Lào, Tày,... "Nam" (Nậm) có nghĩa là nước, sông, suối.